# Période 6 du tableau périodique
La période 6 du tableau périodique est la sixième ligne, ou période, du tableau périodique des éléments. Elle contient des éléments du bloc s, du bloc f, du bloc d et du bloc p :
| Élément chimique | Élément chimique | Élément chimique | Famille d'éléments     | Configuration électronique[1] |
| ---------------- | ---------------- | ---------------- | ---------------------- | ----------------------------- |
| 55               | Cs               | Césium           | Métal alcalin          | [Xe] 6s1                      |
| 56               | Ba               | Baryum           | Métal alcalino-terreux | [Xe] 6s2                      |
| 57               | La               | Lanthane         | Lanthanide             | [Xe] 6s2 5d1 ( * )            |
| 58               | Ce               | Cérium           | Lanthanide             | [Xe] 6s2 4f1 5d1 ( * )        |
| 59               | Pr               | Praséodyme       | Lanthanide             | [Xe] 6s2 4f3                  |
| 60               | Nd               | Néodyme          | Lanthanide             | [Xe] 6s2 4f4                  |
| 61               | Pm               | Prométhium       | Lanthanide             | [Xe] 6s2 4f5                  |
| 62               | Sm               | Samarium         | Lanthanide             | [Xe] 6s2 4f6                  |
| 63               | Eu               | Europium         | Lanthanide             | [Xe] 6s2 4f7                  |
| 64               | Gd               | Gadolinium       | Lanthanide             | [Xe] 6s2 4f7 5d1 ( * )        |
| 65               | Tb               | Terbium          | Lanthanide             | [Xe] 6s2 4f9                  |
| 66               | Dy               | Dysprosium       | Lanthanide             | [Xe] 6s2 4f10                 |
| 67               | Ho               | Holmium          | Lanthanide             | [Xe] 6s2 4f11                 |
| 68               | Er               | Erbium           | Lanthanide             | [Xe] 6s2 4f12                 |
| 69               | Tm               | Thulium          | Lanthanide             | [Xe] 6s2 4f13                 |
| 70               | Yb               | Ytterbium        | Lanthanide             | [Xe] 6s2 4f14                 |
| 71               | Lu               | Lutécium         | Lanthanide             | [Xe] 6s2 4f14 5d1             |
| 72               | Hf               | Hafnium          | Métal de transition    | [Xe] 6s2 4f14 5d2             |
| 73               | Ta               | Tantale          | Métal de transition    | [Xe] 6s2 4f14 5d3             |
| 74               | W                | Tungstène        | Métal de transition    | [Xe] 6s2 4f14 5d4             |
| 75               | Re               | Rhénium          | Métal de transition    | [Xe] 6s2 4f14 5d5             |
| 76               | Os               | Osmium           | Métal de transition    | [Xe] 6s2 4f14 5d6             |
| 77               | Ir               | Iridium          | Métal de transition    | [Xe] 6s2 4f14 5d7             |
| 78               | Pt               | Platine          | Métal de transition    | [Xe] 6s1 4f14 5d9 ( * )       |
| 79               | Au               | Or               | Métal de transition    | [Xe] 6s1 4f14 5d10 ( * )      |
| 80               | Hg               | Mercure          | Métal de transition    | [Xe] 6s2 4f14 5d10            |
| 81               | Tl               | Thallium         | Métal pauvre           | [Xe] 6s2 4f14 5d10 6p1        |
| 82               | Pb               | Plomb            | Métal pauvre           | [Xe] 6s2 4f14 5d10 6p2        |
| 83               | Bi               | Bismuth          | Métal pauvre           | [Xe] 6s2 4f14 5d10 6p3        |
| 84               | Po               | Polonium         | Métal pauvre           | [Xe] 6s2 4f14 5d10 6p4        |
| 85               | At               | Astate           | Métalloïde             | [Xe] 6s2 4f14 5d10 6p5        |
| 86               | Rn               | Radon            | Gaz noble              | [Xe] 6s2 4f14 5d10 6p6        |
( * )   Exceptions à la règle de Klechkowski : lanthane 57La, cérium 58Ce, gadolinium 64Gd, platine 78Pt et or 79Au.